# آریقیران
آریقیران (به لاتین: Arıqıran) یک منطقه مسکونی در جمهوری آذربایجان است که در شهرستان گدابیگ واقع شده است. آریقیران ۲۶۵۹ نفر جمعیت دارد.

## نگارخانه

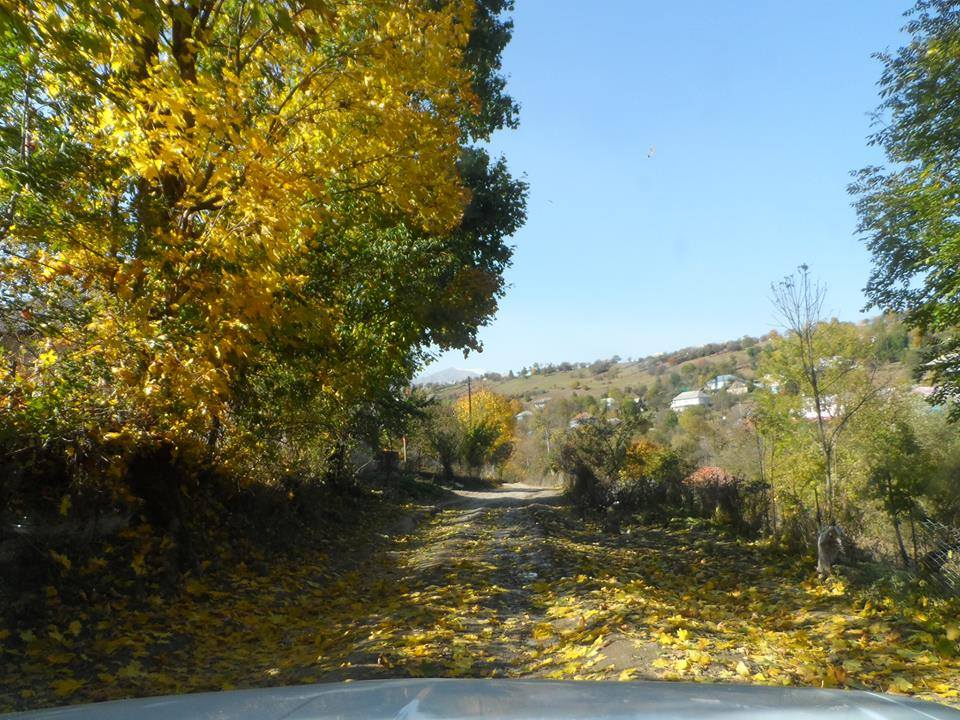
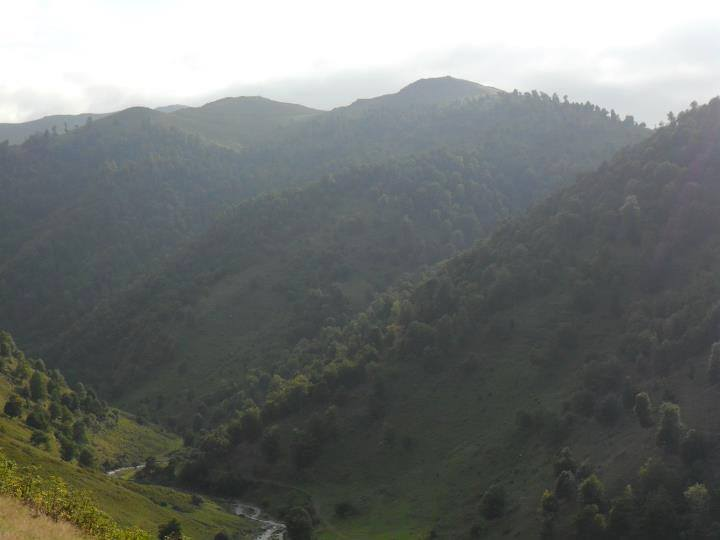
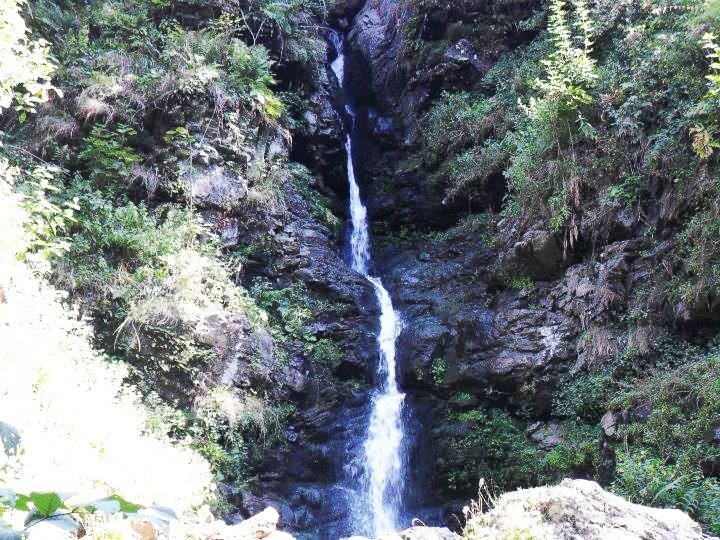
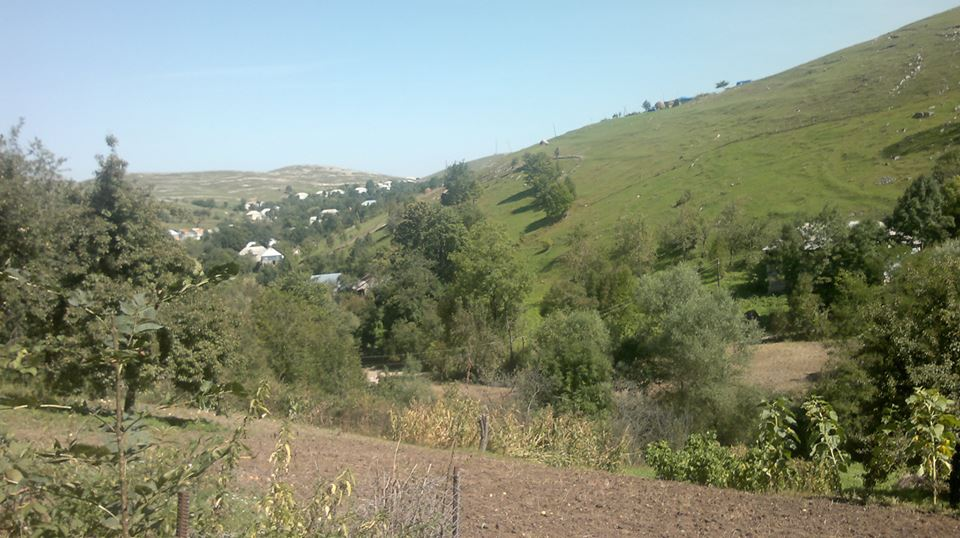